# 卢铉
卢铉（?—?），出自范阳卢氏北祖第二房，卢义僖六世孙。
卢铉开始是御史，担任韦坚的判官。韦坚被李林甫所恨，卢铉把韦坚的详细情况告知李林甫，以求卖身投靠。吉温审理杨慎矜时，卢铉为侍御史，和张瑄同在御史台，情意素厚，他为了取媚权臣，诬害张瑄与杨慎矜共同解读图谶。将张瑄逮捕，用驴驹板橛的酷刑逼成其狱。又担任王鉷的闲厩判官，王鉷因为邢縡之事在朝堂被审，卢铉作证说：“王大夫用白条索要御厩的五百匹马帮助逆贼，我没有答应。”王鉷死在片刻，卢铉忍心诬害，众人都对他很愤怒。官至祠部郎中。卢铉后来被贬为庐江郡长史，他在庐江郡梦见张瑄，于是说：“张端公为何来索命？我是迫不得已。”卢铉须臾而亡。